# أحمد باشا البابوجي
أحمد باشا البابوجي هو سياسي عثماني، تولى منصب قبطان باشا.

## مناصبه
تولى المناصب التالية:
- قبطان باشا (حتى 1830)